# 高鍋城
高鍋城（たかなべじょう）は、宮崎県児湯郡高鍋町にあった日本の城（平山城）。別名舞鶴城。旧名財部城（たからべじょう）といった。伊東四十八城の一つ。江戸時代には高鍋藩の藩庁となった。城跡は1939年（昭和14年）に国の風致地区に指定、1977年（昭和52年）3月に高鍋町指定史跡に指定され、1983年（昭和58年）には「日向百景」に選ばれている。現在は舞鶴公園として整備されている。

## 概要
城跡に見られるような縄張りとなったのは慶長12年（1607年）である。城は山の東側にあり、大手門から三の丸、岩坂門をくぐり二の丸、その先の石段を昇って長峰門をくぐると、山の中腹に本丸および本丸御殿があった。堀は県内で唯一水が張られたものである。本丸の上、詰の丸に天守に相当する三階櫓があったが、江戸中期に取り壊されたとされる。これまでの三階櫓推定地における発掘調査では、礎石や石列などが検出されているものの、櫓の実在を確定できる遺構は発見されていない。

## 歴史
高鍋城はかつて財部城（たからべじょう）と呼ばれ、平安時代末期に宇佐八幡宮の神官の出で、日向の豪族となった土持氏によって築かれたといわれる古城である。土持氏は室町時代までこの地に勢力を張ったが、戦国時代になると、日向に勢力を伸ばしてきた伊東氏の所領となった。
長禄元年（1457年）7月に、都於郡城主の伊東祐堯が大軍をもって城を攻撃。土持景綱の軍は敗退し、財部城をはじめとした高城、日知屋城など合計10の城が伊東氏に帰属する。財部城は落合民部少輔（名も含め代々世襲）が治めることとなった。
天正3年（1575年）、この当時の落合民部少輔の子・落合丹後守ら若衆36人が、木崎原の戦いで没した伊東祐安および、その嫡男・伊東祐次の跡目問題で、伊東義祐の寵臣・伊東帰雲斎の専横が原因で反乱に至り（反乱時は34人）、その果てに殺される事件が発生する。この事件が元で、落合民部少輔は帰雲斎を深く恨むようになり、天正5年（1577年）に伊東義祐が一時的に豊後に退去する際に、落合は島津氏に寝返り、財部城は島津氏の城に帰して川上忠智が城主として差遣される。
天正15年（1587年）の豊臣秀吉による九州征伐以後、筑前秋月城主であった秋月種実が移封され、城も秋月氏のものとなる。秋月氏は当初、櫛間城（宮崎県串間市）を居城としていたが、慶長9年（1604年）に次代・秋月種長により財部城に居城を移し、そのまま幕末に至る。
慶長12年（1607年）に大幅な改修工事がなされ、このときに三階櫓などを築いている。さらに、秋月種信のときに寛文9年（1669年）から延宝6年（1678年）にかけて堀、大手門などの城門、本丸御殿などを建設した。その間の延宝元年（1673年）に、「財部城」から「高鍋城」に名を改めた。
明治4年（1871年）本丸に高鍋県の県庁が置かれ、同年11月に美々津県に合併し出張所として使用されたが、明治6年（1874年）に宮崎県へ統合された後、全ての建物は払い下げられ撤去された。